# Dret a un medi ambient sa
El dret a un medi ambient sa o el dret a un medi ambient sostenible i saludable és un dret humà defensat per les organitzacions de drets humans i les organitzacions mediambientals per protegir els sistemes ecològics que proporcionen la salut humana. El dret està interconnectat amb altres drets humans centrats en la salut, com ara, el dret humà a l'aigua i al sanejament, el dret a l'alimentació i el dret a la salut. El dret a un medi ambient sa utilitza un enfocament de drets humans per protegir la qualitat de l'entorn, en contraposició a la teoria jurídica desenvolupada pels drets de la naturalesa, que intenta estendre els drets creats per als éssers humans o altres entitats jurídiques a la naturalesa.
El dret crea l'obligació de l'Estat de regular i fer complir les lleis mediambientals, controlar la contaminació i proporcionar justícia i protecció a les comunitats perjudicades pels problemes mediambientals. El dret a un medi ambient sa ha estat un dret important per crear precedents legals mediambientals per als litigis sobre el canvi climàtic i altres qüestions mediambientals.
El dret a un medi ambient sa és al centre de l'enfocament internacional dels drets humans i el canvi climàtic. Entre els acords internacionals que donen suport a aquest dret es troben la Declaració d'Estocolm de 1972, la Declaració de Rio de 1992 i el més recent Pacte Mundial pel Medi Ambient. Més de 150 Estats de l'ONU han reconegut el dret d'alguna manera a través de la legislació, el litigi, el dret constitucional, el dret dels tractats o una altra autoritat legal. Dos tractats regionals, la Carta Africana de Drets Humans i dels Pobles i la Convenció Americana de Drets Humans, inclouen el dret a un medi ambient sa. Altres marcs de drets humans, com la Convenció sobre els drets de l'Infant, es refereixen a qüestions mediambientals en relació amb el tema central del marc, en aquest cas els drets de la infància.
Els relators especials sobre drets humans i medi ambient John Knox (2012-2018) i David Boyd (2018-actualitat) han formulat recomanacions sobre com formalitzar aquests drets en el dret internacional, la qual cosa va ser recolzada per diversos comitès a nivell de l'ONU, i per comunitats jurídiques locals (per exemple, el Col·legi d'Advocats de Nova York) el 2020.